# Gåsatoften
Gåsatoften är en park i Lund. Parken gränsar till Hardebergaspåret och Östra Tornskolan.
Här finns en större lekplats, en stor grusfotbollsplan, tennisbanor. I norra delen finns ett mindre undanskymt parkrum.
I parken finns även fritidsgården Gåsatoften, dit barn som går i mellanstadiet kan komma efter skolan och umgås.